# АК-12
АК-12 (6П70) — автомат Калашникова образца 2016 года. Под патрон 5.45×39. 
Первый опытный образец был создан концерном «Калашников» в 2011 году и представлен в январе 2012 года. АК представлял собой принципиально новый автомат, реализованный с использованием общей схемы и технических решений прежних автоматов Калашникова. После неудачи на испытаниях по программе «Ратник» в 2016 году был предложен другой, более традиционный автомат под тем же названием, представляющий собой развитие сотой серии с полным перепроектированием «в цифре» и использованием некоторых технологических наработок от опытного АК-12. Производство автомата запущено в серию в 2018 году.

## История
Разработка нового автомата осуществлялась в инициативном порядке с июня 2011 года под руководством главного конструктора «Ижмаша» Владимира Злобина на основе наработок за предыдущие 10 лет. В 2011 году была завершена сборка и начаты испытания первого опытного образца автомата Калашникова пятого поколения с рабочим названием АК-12. Автомат был впервые показан в январе 2012 года. Государство не оказывало поддержки разработке нового автомата из-за избыточного количества старых АК, которых насчитывалось на складах, в общей сложности, более 17 миллионов.
2 июня 2012 года в Солнечногорске главный конструктор НПО «Ижмаш» Владимир Злобин провёл презентацию АК-12 для Межведомственной рабочей группы (лаборатории) при Военно-промышленной комиссии, в состав которой входили представители Министерства обороны, МВД и ФСБ России. Члены комиссии по результатам демонстрационной стрельбы отметили, что автомат при стрельбе ведёт себя более устойчиво, чем образцы предшествующих поколений: уменьшились отдача и увод при стрельбе очередями.
С 27 июня по 1 июля 2012 года в городе Жуковский на территории транспортно-выставочного комплекса «Россия» прошёл второй международный форум «Технологии в машиностроении», где был запланирован показ АК-12.
В том же 2013 году автомат был предложен военным в рамках ОКР Ратник вместо ранее планировавшегося на конкурс АК-107. При этом ижевские конструкторы не успели создать вариант в калибре 7,62×39, и под этот патрон был представлен автомат старой конструкции АК103-3. В результате испытаний сразу выяснилось, что новый автомат значительно потерял в надёжности, проиграв на первом же этапе основному конкуренту — ковровскому Корд (6П67). Контракт на дальнейшую разработку был заключён с заводом имени Дегтярёва, а разработку АК-12 пришлось продолжать в инициативном порядке.
В 2014 году на государственных испытаниях, несмотря на ряд значительных доработок, история повторилась: автоматы 6П67 и 6П68 после доработок были рекомендованы для серийного производства и войсковых испытаний, а доработка АК-12 и АК103-3 была рекомендована за средства разработчика. Сам ИЖМАШ в 2014 году был преобразован в концерн «Калашников» с заменой генерального директора и других руководителей. Новым руководством, после оценки количества «детских болезней» у опытного образца и разницы в технологиях производства, было принято волевое решение отказаться от продолжения проекта в пользу развития темы АК400 под руководством нового главного конструктора Сергея Уржумцева.
В сентябре 2016 года на форуме «Армия-2016», концерн Калашников представил обновлённую версию АК-12, а также автомат АК-15 под патрон 7,62×39 мм и пулемёт РПК-16 (5,45×39 мм). По словам производителя, конструкция автоматов была пересмотрена для устранения ряда выявленных в ходе испытаний недостатков и удовлетворения рекомендаций заказчика, а также была существенно повышена технологичность и снижена стоимость изготовления. По факту же, вместо доработки ранее представленного опытного образца был предложен образец в развитие темы серийных автоматов ИЖМАШ. При этом, в отличие от проекта АК-400, в новом АК-12 вся механическая часть автомата спроектирована заново в САПР и несовместима с АК-74М. Основной целью перепроектирования было повышение кучности во всех режимах ведения огня при сохранении надёжности работы и технологичности производства.
По состоянию на начало 2017 года в «3-м Центральном научно-исследовательском институте Министерства обороны» продолжали проводиться испытания четырёх автоматов: АК-12, АК-15, 6П67 и 6П68.
29 января 2018 года АК-12 принят на вооружение Сухопутных войск, ВДВ и морской пехоты РФ.

## Версия 2012 года
Особенности опытного образца АК-12:
- улучшена кучность стрельбы за счёт смещения массы затворной группы и уменьшения плеча отдачи[16];
- ствол с улучшенными характеристиками по точности изготовления[1], возможность его быстрой замены в полевых условиях на длинный или короткий варианты;
- новая конструкция затворной группы и ударно-спусковой механизм;
- рукоять перезарядки устанавливается на штоке газового поршня и легко переставляется на любую сторону, во время ведения огня остаётся неподвижной;
- можно поменять сторону выброса стреляных гильз при неполной разборке;
- широкая клавиша сброса магазина в зоне доступа указательного пальца руки, лежащей на рукояти;
- двусторонняя кнопка остановки затвора на защёлке магазина, также под указательный палец;
- двусторонний предохранитель-переключатель режимов огня пистолетного типа (под большой палец) на 4 позиции: предохранитель и ведение огня в трёх режимах (одиночные выстрелы, с отсечкой по три выстрела и непрерывными очередями)[1];
- встроенная планка Пикатинни на жёстко закреплённой крышке ствольной коробки для установки навесного оборудования (прицельных приспособлений, дальномеров, фонарей) — на первых образцах непрерывная на всю длину, в поздних вариантах стала разделяться петлёй крепления укороченной крышки ствольной коробки;
- дополнительные планки Пикатинни — одна снизу и две по бокам цевья, причём их наличие не мешает установке штатных подствольных гранатомётов ГП-25, ГП-30 или ГП-34;
- открытый прицел с увеличенной прицельной линией и комбинированным целиком, позволявшим переключаться между щелевым и апертурным («диоптрическим») вариантами[1];
- дульное устройство автомата, обеспечивающее возможность использования винтовочных гранат иностранного производства;
- съёмный приклад с установкой на планку Пикатинни в задней части ствольной коробки;
- механизм складывания и фиксации приклада размещался в самом прикладе и простым переворотом петли задавалось направление складывания;
- предлагались складной телескопический приклад с регулируемыми накладкой и затыльником, а также цельные приклады в складном и нескладном вариантах;
- сохранялась возможность использовать штатные магазины АК-74, также были разработаны 4-рядные на 60 патронов и барабанные на 95 патронов, но для работы затворной задержки требовались магазины с изменённым подавателем.

Наиболее заметным с точки зрения пользователя было улучшение эргономичности — полная симметричность автомата, удобный предохранитель-переключатель, внедрение затворной задержки. Это позволяло полностью оперировать автоматом только одной рукой, причём как для правши, так и левши. В процессе доработок изменилось крепление крышки ствольной коробки, другие детали, но характерные особенности автомата позволяют легко отличить его от традиционных АК.

## Версия 2016 года
Характерные особенности серийных версий АК-12:
- цевьё вывешено на ствольной коробке и не касается ствола[17], накладка на газовой трубке жёстко крепится на цевье и не ограничивает колебаний ствола;
- газовая трубка стала несъёмной, для её чистки извлекается передняя заглушка;
- дульный тормоз устанавливается на байонет вместо резьбы и может быть быстро заменён на тактический глушитель. Передний край дульного тормоза представляет собой твердосплавную коронку для разбивания стёкол[17];
- крышка ствольной коробки для повышения жёсткости её крепления вставляется задней частью в пазы ствольной коробки и фиксируется поперечным штифтом в передней части;
- крышка ствольной коробки и цевье оснащены планками Пикатинни, которые сверху образуют единую линию, что обеспечивает удобную и повторяемую установку дневных и ночных прицелов различных типов;
- на цевье снизу имеется дополнительная планка Пикатинни для установки аксессуаров — передней рукояти, фонаря, лазерного указателя и т. п.;
- мушка открытого прицела перенесена на газовый блок, апертурный целик устанавливается на планку Пикатинни максимально близко к прикладу, имеет возможность введения боковых поправок; возможна установка щелевого целика;
- предохранитель/переводчик режимов огня имеет 4 положения (предохранитель — АВ (автоматический огонь) — 2 (очередь 2 выстрела) — ОД (одиночные)), а также имеет дополнительную «полочку» под указательный палец, обеспечивающую более удобное переключение режимов огня без изменения хвата стреляющей руки;
- автомат оснащён складывающимся влево регулируемым по длине (4 позиции) прикладом из ударопрочного пластика. Проблемами нового приклада стал люфт в сложенном состоянии и уникальные QD-антабки;
- пистолетная рукоять сделана более эргономичной и оснащена футляром, в котором можно разместить электробатареи для прицелов или медикаменты;
- отсутствуют крепления шомпола, который сделан разборным и перенесён в пенал в пистолетной рукояти;
- штатные магазины оснащены прозрачными вставками, через которые можно визуально определить количество патронов; полностью взаимозаменяемы с магазинами АК-74;
- под стволом возможна установка штык-ножа или 40-мм гранатомёта ГП-25 или ГП-34[18].

По сравнению с опытным АК-12 в серийной версии отказались от двусторонней схемы автомата, от затворной задержки, от быстрой замены ствола и ряда других решений, хотя по словам разработчиков, часть из них может быть реализована позднее.
На базе 5,45-мм автомата АК-12 создан его вариант АК-15 под патрон 7,62х39, гражданский карабин АК TR3, предлагается пулемёт РПК-16.
Эта версия стала первой серийной версией АК-12 и стала частью программы «Ратник». В комплектацию автомата могут входить штык-нож 6Х9-1, ремень 6Ш124 и ПМС.

## Версия 2020 года
В 2020 году в рамках Военно-Технического форума «Армия-2020» Концерн Калашников представил обновлённую версию АК-12. В отличие от перехода от версии 2012 года к версии 2016 года, переход от версии 2016 к версии 2020 года не являлся полной переработкой оружия и внёс минимальные изменения.
- Новый модульный телескопический «Г-образный» приклад с улучшенной эргономикой. Возможна установка модуля с регулируемой по высоте щекой и возможностью удержания «по-пулемётному», модуль устанавливается на рельсу в нижней части приклада (Приклад с таким модулем и щекой установлен на прототип РПЛ-20, приклад с щекой установлен на СВЧ, приклад без модулей — на ППК-20). Новый приклад не обладает проблемами предыдущего: отсутствует люфт в сложенном состоянии, QD-антабки стандартные, а не уникальные. В отличие от некоторых коммерческих моделей, данный приклад армирован и, по заявлению производителя, выдерживает отдачу ГП.
- Новая пистолетная рукоять. Её особенностями являются то, что она соединена со спусковой скобой и тот факт, что кнопка извлечения пенала расположена под указательный палец, двусторонняя.
- Новый диоптрический целик. Его длина была в том числе уменьшена для того, чтобы была возможна установка комплекса коллиматорного прицела 1П87 с магнифаером 1П90 в пределах планки крышки ствольной коробки. Из-за изменённой конструкции, замена на щелевой целик невозможна.

По заявлению Концерна Калашников изменения были внесены по результатам опытной эксплуатации АК-12 версии 2016 года Министерством Обороны, в будущем в войска будет поступать версия 2020 года.
На базе АК-12 обр. 2020 года был создан автомат АК-19. АК-19 — экспортная версия на калибре 5.56 NATO. Разработка автомата велась Концерном «Калашников» в инициативном порядке.
- АК-19 обладает иным дульным устройством — несъёмным щелевым пламегасителем с возможностью быстрой установки глушителя[22].

## Страны-эксплуатанты
- Армения: в 2018 году подписано соглашение о лицензионном производстве. С 2021 года состоят на вооружении у особого армейского корпуса армии Армении.[23]
- Беларусь: в 2021 году было объявлено о планах закупки АК-12 для Внутренних войск МВД Беларуси. Поступили на вооружение в 2024 году под обозначением 5,45 мм автомат Калашникова АК-12.[24]
- Катар: в 2018 году неизвестное количество АК-12 поступило на вооружение армии Катара.[25]
- Россия:
  - Армия России: официально принят на вооружение в 2018 году под наименованием 5,45 мм автомат Калашникова АК-12 (6П70) с магазинами 6Л23.Сб и 6Л23.Сб-01 к нему. Передача в войска началась в декабре того же года. Впоследствии на снабжение поступили 2 модифицированные версии АК-12 и варианты получили обозначения АК-12 (тип 1), АК-12 (тип 2) и АК-12 (тип 3) соответственно.
  - Росгвардия: автоматы АК-12 и АК-15 приняты на вооружение в январе 2018 года.
  - МВД России: автоматы АК-12 и АК-15 приняты на вооружение ОВД России в 2023 году.[26]
  - Федеральная служба охраны: АК-12 в 2 вариантах закуплены в 2014 году.[27]

## Боевое применение
- Военная операция России в Сирии.
- Операция ОДКБ в Казахстане.
- Мятеж ЧВК «Вагнер».
- Война на Украине.